# Cubiertas y MZOV
Cubiertas y MZOV Compañia General de Construcciones, SA fou una empresa constructora constituïda a Barcelona com Cubiertas y Tejados SA el 1916 per Lluis Ferrer-Vidal de Llauradó i Víctor Messa Arnau. Adoptà la denominació el 1978, com a resultat de l'absorció de la Compañía del Ferrocarril de Medina a Zamora y de Orense a Vigo (MZOV). El 1989 el grup Entrecanales es convertí en el principal accionista, i el 1997 les dues empreses es fusionaren sota el nom de NECSO Entrecanales Cubiertas, SA. Va desplegar una forta activitat en el terreny de les obres públiques a l'interior de l'estat i a l'estranger. El 1993 va tenir una facturació consolidada de 196.000 milions de pessetes, cosa que suposava un descens del 10% sobre l'any anterior. El benefici abans d'impostos va ser de 6.396.000 de pessetes, un 13,4% menys que el 1992.